# Gebhard Leberecht von Blücher
Gebhard Leberecht von Blücher (Rostock, Ducado de Mecklemburgo; 16 de diciembre de 1742-Krieblowitz, Silesia; 12 de septiembre de 1819), príncipe de Wahlstatt, fue un militar prusiano  comandante en las batallas de Leipzig y Lützen en 1813. Derrotado en la batalla de Ligny en 1815, fue decisiva su intervención inmediatamente posterior en la batalla de Waterloo como comandante en jefe del ejército prusiano. Teniente general en 1806 y mariscal de campo en 1813 es, junto con Paul von Hindenburg, uno de los dos únicos portadores de la Estrella de la Gran Cruz de Hierro.

## Primeros años
Gebhard Blücher nació en Rostock, Mecklemburgo, hijo de un oficial retirado de caballería. Ingresó en el ejército prusiano en 1760 después de haber servido en el ejército sueco en contra de su propio país en tres campañas sucesivas durante la guerra de los Siete Años, algo relativamente frecuente en la época.

## Carácter
Blücher, el general más veterano de los que participaron en las guerras napoleónicas, era un hombre belicoso, sumamente inteligente y afecto a la acción directa. Jefe de las fuerzas de húsares durante décadas, había desarrollado el gusto propio de los comandantes de élite por batirse en primera línea, lo que le ganó el disgusto de sus colegas y superiores al estimar que un estratega de sus quilates arriesgaba demasiado en cada enfrentamiento. Si bien esto era bueno para la moral de las tropas, se le acusaba de perder de vista las condiciones generales de las batallas y de concentrarse solo en su sector del frente. Su especialidad era la caballería.

## Antecedentes
Impulsivo y sanguíneo, sus frecuentes problemas con el vino, las apuestas y los asuntos de mujeres le valieron la enemistad de Federico el Grande y el aprecio de sus hombres. Perdió ascensos y oportunidades por esta causa hasta que, tras una disputa con el rey, fue «retirado» en Silesia, alejamiento que duró dieciséis años. Durante ese tiempo vivió como un rico hacendado.
Al llegar al poder Federico Guillermo III, la sanción de Blücher fue levantada y se reintegró al servicio activo. En 1793 combatió contra las tropas de la Revolución francesa, y al año siguiente fue ascendido a general de división como reconocimiento a su victoria en Landau. Ascendido a teniente general, fue hecho prisionero tras las batallas de Jena y Auerstaedt.
El maltrato que recibió durante su cautiverio no hizo más que abonar su odio contra los franceses en general y contra los oficiales de Napoleón en particular, ya que las humillaciones recibidas no eran coherentes con su estirpe y su alcurnia. Blücher juró vengarse y comenzó a hacerlo mediante sus numerosos éxitos en la campaña de Silesia (1813).
Sumando esto al gran afecto que sentía por sus tropas, al hecho de que se consideraba uno de ellos y a su intenso sentido del patriotismo, Blücher se autoimpuso la «tarea sagrada» de capturar vivo y hacer ahorcar a Napoleón, objetivo que guiaría toda su actuación durante la campaña de 1815. Durante esta etapa trabó amistad con el general August Neidhardt von Gneisenau, decisión que contribuyó enormemente a su carrera. Gneisenau era reflexivo donde Blücher era exaltado, cerebral donde Blücher determinado y frío donde Blücher emotivo y colérico. Ambos se complementaban perfectamente.
Sin embargo, los historiadores modernos opinan que Wellington no hubiese obtenido el apoyo de los prusianos de no ser por el francófobo Blücher, ya que von Gneisenau odiaba a los ingleses tanto como a Napoleón y no hubiese colaborado con ellos de estar solo.

## Waterloo

### Modelo organizativo

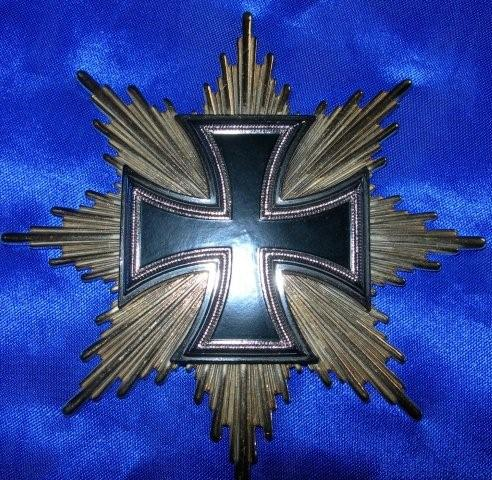
Blücherstern, la Cruz de Hierro con rayos dorados.

Prusia guardaba las formas del modelo militar francés que había adoptado en 1806. Ante la falta de elementos humanos, Blücher había instituido un sistema de reservas en vez del reclutamiento o la leva forzosa usuales, ya que el veterano de una guerra anterior era más rápido de preparar, estaba bien entrenado y disciplinado y no tenía los miedos que caracterizan a las tropas bisoñas.
No obstante, la gran batalla que se avecinaba había obligado a conseguir tropas nuevas. Blücher tenía asimismo muchísimos hombres que componían el tipo de fuerza denominado Landwehr (infantería), pero pobremente vestidos y mal equipados. Sus cuerpos de ejército eran grandes y poderosos, pero lentos, torpes y muy difíciles de dirigir.
Uno de los problemas más graves era la falta de caballos, llegando al punto de que muchos regimientos tenían más jinetes que cabalgaduras. La artillería era poderosa y letal, y había duplicado la cantidad de piezas desde abril de 1815.

### Orden de batalla en Waterloo
Cada Cuerpo de ejército constaba de 4 cuerpos de infantería, 1 cuerpo de caballería y 1 cuerpo de artillería.
- Comandante en Jefe del Ejército: Gebhard Leberecht von Blücher, príncipe de Wahlstatt
  - Primer Cuerpo. Comandante: Hans von Zieten
  - Segundo Cuerpo. Comandante: Georg von Pirch
  - Tercer Cuerpo. Comandante: Johann von Thielmann
  - Cuarto Cuerpo. Comandante: Friedrich von Bülow.

### Fuerzas de Blücher
- Hombres: 128 000
- Piezas de artillería: 312

### Actuación

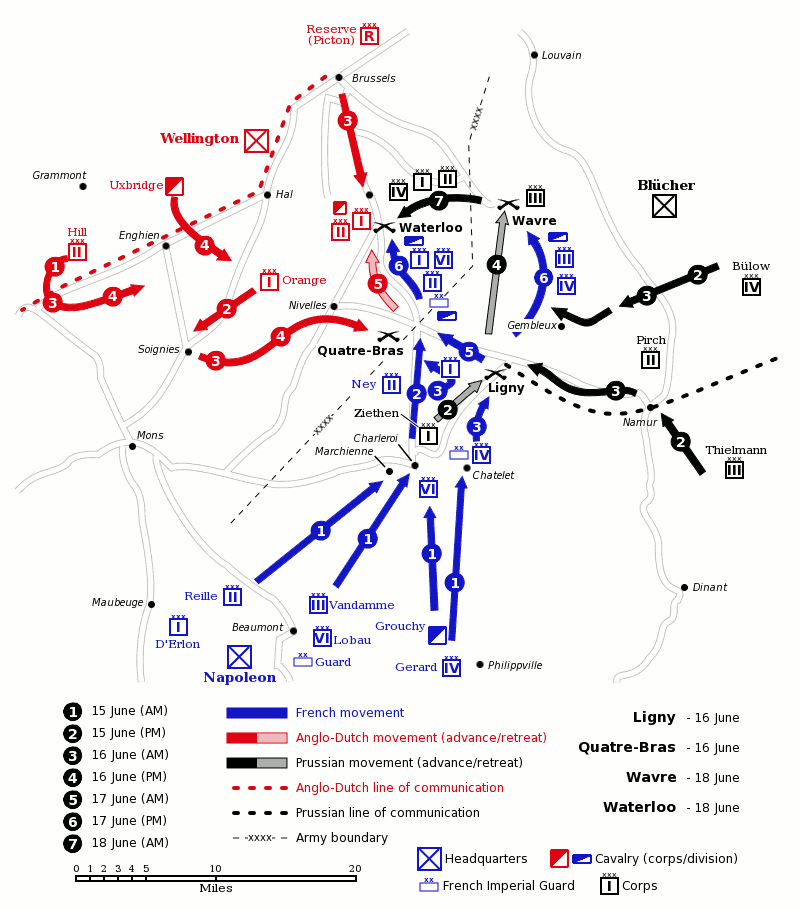
Mapa de la batalla de Waterloo. En negro, las tropas de Blücher.

A pesar de que ciertos errores administrativos del Cuartel General de Blücher habían generado extravíos y confusión en la larga marcha hasta Waterloo, el cuerpo de Friedrich von Bülow llegó al campo de batalla hacia las 4 de la tarde, siendo atacado de inmediato por los franceses.
Bülow debió retroceder hacia el bosque denominado Bois de Paris, pero una hora más tarde, con la llegada del cuerpo de Pirch, la situación cambió en favor de Blücher. Oleada tras oleada atacaron los prusianos en furiosas melées y combates cuerpo a cuerpo, peleando duramente con la Joven Guardia por el poblado de Plancenoit; sin embargo, el VI cuerpo francés del general Lobau, mantuvo a raya a los prusianos durante varias horas antes de retroceder superados en número tres a uno.
Más tarde, dos batallones franceses de la Vieja Guardia rechazaron un terrible ataque de catorce batallones de Blücher, consiguiendo sostener las líneas. Sin embargo, algunos errores del francés Ney y la mayor motivación de las tropas aliadas permitieron que Blücher arrasara a través del pueblo de Placenoit y se reuniera con Wellington en La Belle Alliance a las 10 de la noche, poniendo en fuga a los franceses y venciendo en una batalla que de otro modo podía haber derivado en una derrota del ejército Anglo-aliado.
Sus principales errores fueron concentrar el ataque de su vanguardia en Ligny, en lugar de atacar al grueso del ejército francés; no haber considerado que el lodo y la lluvia lo harían llegar tarde; y disponer movimientos de tropas por caminos que estaban obstruidos y trabados por los servicios sanitarios que transportaban heridos.

## Últimos años

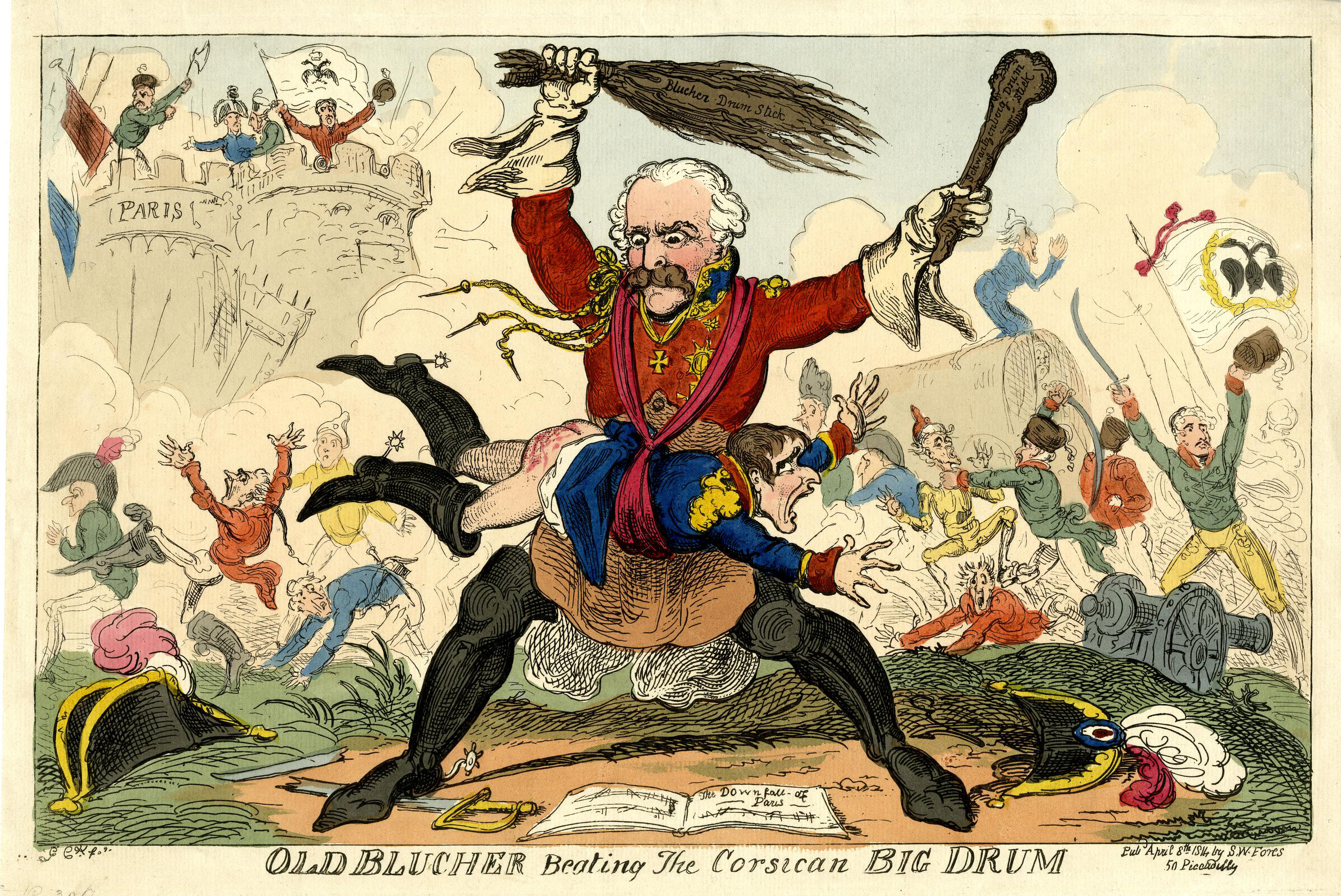
Blücher en París «tocando el tambor de la victoria» sobre la anatomía de Napoleón (caricatura de George Cruikshank, 1814).

Blücher decidió, tras Waterloo, entrar victorioso en París, ciudad que recorrió al galope en un frenesí de alegría por haber derrotado al aborrecido enemigo. Había conseguido vengar las ofensas inferidas durante su antiguo cautiverio de los franceses.
Hecho esto, cumplió otro juramento que había hecho: dinamitar el monumento francés a la victoria de Jena (Puente de Jena) y, satisfechas sus cuentas pendientes, regresó a su país para dedicarse a interminables frenesíes de mujeres, bebida y juegos de naipes. Murió cuatro años después.
Blücher fue uno de los dos únicos portadores de la Estrella de la Gran Cruz de Hierro: la estrella que él recibió es conocida como «Blücherstern».